# Walter O'Brien
Walter O'Brien (nascido a 26 de Fevereiro de 1975) é um empresário irlandês, tecnólogo da informação, produtor executivo, e personalidade que é o fundador e CEO da Scorpion Serviços de Computador, Inc. Ele é também a inspiração para um produtor executivo da série de televisão da CBS, Scorpion. É conhecido pelo seu elevado QI e pelas suas afirmações de ter invadido ilegalmente a NASA com 11 anos. A autenticidade de suas afirmações tem sido tema de especulação na imprensa.

## Início da vida

### Infância e educação
Walter O'Brien nasceu de Maurice e Anne O'Brien em 1975 em Clonroche, Condado de Wexford, Irlanda. Segundo de 5 crianças, cresceu numa quinta. Matriculou-se na Escola Nacional de St. Patrick em Clonroche até a sua família se mudar para Rosshaven, quando ele tinha 13 anos. Lá, matriculou-se na Escola dos Irmãos de Cristo de St. Mary (CBS) em Enniscorthy.
O'Brien afirma ter tido 197 num teste de QI administrado por um dos seus professores na escola primária mas não guardou os documentos. A TechDirt e o The Irish Times disse que o QI de 197 de O'Brien da infância não significa que a sua inteligência excede a dos adultos porque a pontuação é baseada numa escala de idade. Mike Masnick notou que a lista de todos os "QI de topo" está disponível online, cada um é diferente e nenhuma tem o nome de O'Brien. Susan Karlin questionou porque é que, uma vez que O'Brien usa a pontuação do seu QI como parte da sua propaganda, nunca fez um novo teste através da Mensa para que fosse oficialmente validado.
Depois de completar o seu Certificado na Universidade de St. Kieran em Kilkenny, O'Brien frequentou a Universidade de Sussex, onde se graduou com um título de bacharel em Ciência da computação e inteligência artificial.

### Interesse cedo pelos computadores
Segundo o New Ross Standard, um jornal local na cidade natal de O'Brien, o seu interesse nos computadores começou quando a sua escola primária começou a oferecer cursos de computador. O pai de O'Brien deu-lhe animais como pagamento por trabalhar na quinta, que ele vendeu para poder pagar o computador pessoal Amstrad com 9 anos. Segundo o IrishCentral, os seus pais compraram-lhe um computador com 12 anos, que foi quando o seu interesse pelos computadores começou.
O'Brien afirma que quando tinha 9 anos de idade (1988), entrou ilegalmente na NASA sob o pseudónimo de "Scorpion". O IrishCentral e o Irish Daily Mail disseram que o incidente não tinha sido confirmado. Numa entrevista com o Silicon Republic, um website de tecnologia irlandês, O'Brien afirmou que a NSA, através da Interpol, apareceram em sua casa depois do acontecimento. Ele disse aos agentes que os ajudava a mostrar as vulnerabilidades da sua rede em troca de não o colocarem em sarilhos. Segundo O'Brien, ele tinha um documento de extradição pronto na sua mochila, mas não podia dar mais detalhes do acordo que foi feito sob acordos de confidencialidade. O tabloid Telestar disse que não existem evidências de uma entrada ilegal na NASA. Techdirt apontou que o Departamento da Segurança Interna dos Estados Unidos, dita como ter rodeado a casa de O'Brien, não existia na altura do alegado ataque.
O'Brien foi membro da equipa irlandesa que participou nas Olimpíadas Internacionais da Informática de 1993, competição de código de computador. A universidade do qual ele se graduou mostra a sua equipe a terminar as Olímpiadas de 1993 em 90º lugar em 250.

## Carreira
Alegadamente, O'Brien, fundou o Scorpion Serviços de Computador com 13 anos em 1988 para providenciar serviços de segurança. O Irish Times diz que trouxe a parte de negócio mais no fim dos anos 90, depois de se graduar na universidade e mudar-se para os Estados Unidos. O New Ross Standard escreveu que a Scorpion Serviços de Computador começou como um serviço de ajuda a TI que se expandiu para a segurança e gestão de risco, e o The Irish Times também descreveu o Scorpion Serviços de Computador como uma empresa de inteligência artificial. Em 2014, O'Brien descreveu a sua empresa como um grupo de pensadores para "indivíduos com QI elevado". Ele é o actual CEO da Scorpion Serviços de Computador, Inc..
O'Brien é o Cientista Chefe na Langsford & Carmichael, uma empresa de consultoria a veteranos. O'Brien também fundou a ConciergeUp.com, considerado um grupo de pensadores de génios que executam "desejos fundados".

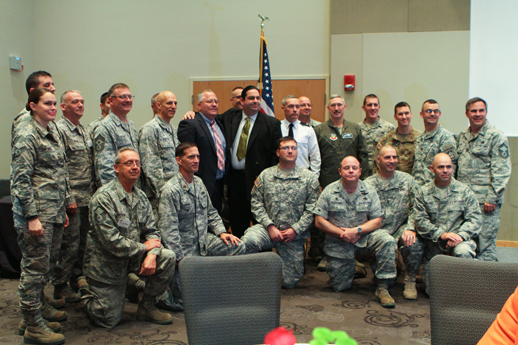
Walter O'Brien no NIDIA, a Mega Conferência da Indústria de Defesa do Nordeste do Indiana, Outubro de 2015

O'Brien foi orador em inúmeros eventos, incluindo a introdução no Houston Innovation Conference and Showcase, The Founder Institute, Lido Consulting's Family Office Investment Symposium, o Family Office Association's Global Spring Summit, e a conferência de LawLoop.com's LegalTech 2012. Ele também pertence ao quadro do Centro de Tecnologia de Houston.

### Bombardeamento da Maratona de Boston
Um mês depois do bombardeamento da Maratona de Boston de 2013, as imagens aéreas da Fox 11 (Los Angeles) reportou que a empresa de O'Brien, Scorpion Serviços de Computador, Inc., desenvolveu um software de análise de vídeo semelhante ao usado no FBI para apanhar os terroristas. TechDirt disse ter sido umas das muitas mentiras ditas por O'Brien na CBS. Asher Langton, um engenheiro de segurança inteligente, disse que O'Brien ofereceu narrativas contraditórias das suas contribuições para apanhar os terroristas e que o uso do programa de reconhecimento facial na maneira descrita foi improvável. O'Brien disse que estava obrigado a acordos de confidencialidade.

### Programa da CBS
Em Setembro de 2014, a CBS estreou a primeira temporada da série dramática, Scorpion, baseada nas experiências de vida de O'Brien. Ele serve como produtor executivo na série, e contribui regularmente com o desenvolvimento da história. Para a sua parte de desenvolvimento da história, O'Brien consulta escritores de séries em aspectos mais técnicos do enredo, incluindo como ele resolveria problemas descritos nos documentos da série. O produtor Scooter Braun primeiro disse que foi ele que encontrou O'Brien e concebeu o programa, porém mais tarde no mesmo dia concordou com O'Brien que veio a ter com ele a ideia para um programa de televisão sobre o início da sua vida com a Scorpion Serviços de Computador. O'Brien também consultou com Elyes Gabel, o ator que faz o ficcional Walter O'Brien. Numa entrevista com a CBS News para promover a segunda temporada, Gabel disse sobre O'Brien que "ele está fora a salvar o mundo ou, como sabem, a falar com a princesa do Liechtenstein. Por isso de vez em quando, tenho a oportunidade de falar com ele e ele me liga. Por vezes falamos sobre o programa. Outras vezes falamos das personagens."
A primeira temporada atraiu mais de 26 milhões de espectadores. A CBS encomendou uma temporada inteira de Scorpion em Outubro de 2014 e renovou uma segunda temporada em 2015 e uma terceira temporada em 2016.

## Exatidão da biografia
Em 2014, CNET, Techdirt e Fast Company avaliaram as queixas da CBS sobre os feitos de O'Brien, extensamente reportado nos media, depois das questões da Fast Company. O The Irish Times disse que "é impossível substanciar algumas declarações". Numa entrevista com Susan Karlin da revista Fast Company, O'Brien respondeu a algumas questão de Karlin mas disse que estava preso por acordos de confidencialidade. Karlin disse algumas comunidades editaram encaminhamentos empresariais que mostravam que a empresa de O'Brien era mais pequena que 2,600 empregados e que $1,3 milhões de lucro no artigo original de Karlin. Por exemplo, em 2014 um editor anónimo no Credibility.com reparou que a Scorpion Serviços de Computador estava a ter um empregado com lucro de $66,000. Karlin apontou que essas directorias editadas da comunidade podiam não ser verídicas, e O'Brien disse que a maior parte da empresa consistia em empresas externas que trabalhavam remotamente.
Numa entrevista da News.com.au de Elyes Gabel, o actor que faz de ficcional O'Brien na série de TV, o entrevistador Andrew Fenton disse: "Mas mesmo Elyes Gabel, que faz de O'Brien na série, admite que teve algumas preocupações sobre a veracidade da história. Ele disse que para encontrar a personagem teve de pôr de parte essas dúvidas e apenas aceitar a história de O'Brien como certa". "Isso significava que tudo o que ele dizia eu acreditava sem questionar", disse ele. "Isso tornou-se muito perigoso, uma área traidora se não nos comprometermos totalmente ou acreditar no que alguém está a dizer. Por isso quando me livrei disso, o equilíbrio tornou-se: 'Como faço deste tipo? Como crio vulnerabilidade numa personagem?'"
Fenton disse:
Na realidade muitas das afirmações de O'Brien não se sustentam. Ele diz que não manteve os documentos que provam que teve 197 no teste de QI da escola primária - mas mesmo que isso fosse verdade, as pontuações são feitas com base na idade, o que significa que uma alta pontuação enquanto criança não refletiria a sua inteligência enquanto adulto. Ele não fez um teste aprovado pela Mensa desde então. Não existe também provas de uma entrada ilegal nos sistemas da NASA e O'Brien não consegue dar mais detalhes dizendo que assinou um termo de confidencialidade. E claro a Segurança Interna foi formada como resultado do ataque nas Torres Gémeas e não existia quando ele tinha 13 anos.

## Vida pessoal
O'Brien tem vivido em Los Angeles, Califórnia desde 2001, quando lhe foi atribuído um visto E11 para emigrar para os Estados Unidos. Este tipo de visto é concedido para estrangeiros com "habilidades extraordinárias em ciência, artes, educação ou esportes". Em 2015, Kilkenny People disse que O'Brien recebeu um certificado do mayor de Kilkenny pela sua contribuição e dedicação à comunidade irlandesa em Los Angeles. O'Brien ajudou a financiar os custos de início da Kilkenny Taxi Watch que a Kilkenny People considerou como tendo prevenido 45 suicídios ao longo de Julho de 2015. Em Abril de 2016, Taxi Watch disse na sua página do Facebook que o número de vidas salvas chegava aos 100.